# خورخي رودريغوس
خورخي رودريغوس هو لاعب كرة قدم برتغالي، ولد في 19 مارس 1982 في فيلا ريال في البرتغال. لعب مع نادي بوافيشتا ونادي تونديلا ونادي غوريتسا ونادي نوم كاليو.

## وصلات خارجية
- خورخي رودريغوس على موقع قاعدة بيانات كرة القدم.إي يو (الإنجليزية)
- خورخي رودريغوس على موقع Soccerway.com (الإنجليزية)